# Вулиця Тернопільська (Львів)
Ву́лиця Те́рнопільська — вулиця у Сихівському районі міста Львова, в місцевостях Новий Львів та Персенківка. Починається від вулиці Стуса, утворює перехрестя з вулицями Героїв Крут та Олександра Мишуги, також разом з вулицями Панаса Мирного, Угорською та Сергія Литвиненка утворює п'ятипроменеве перехрестя. Прилучається вулиця Сумська.

## Назва
У 1946 році перших дві ділянки вулиці були об'єднані в одну і нову вулицю названо на честь міста Тернополя — вулицею Тернопільською, до якої у 1993 році прилучено колишню вулицю Новотка. Назви вулиць-попередниць змінювались неодноразово, переважно у зв'язку зі змінами політичних режимів.
Ділянка від вул. Стуса до перехрестя з сучасними вулицями Олександра Мишуги та Героїв Крут
- 1936–1943 — Торуньска, на честь польського міста Торунь;
- 1943–1944 — Торнерґассе;
- 1944–1946 — Торуньська.

Ділянка від перехрестя з сучасними вулицями Олександра Мишуги та Героїв Крут й до кінця вулиці Тернопільської
- 1933–1943 — Цешиньска, на честь польського міста Цешин;
- 1943–1944 — Тешенерґассе;
- 1944–1946 — Цешинська.

Неіснуюча ділянка між сучасними вулицями Тернопільською та Литвиненка
- 1929–1943 — Познаньска, на честь польського міста Познань;
- 1943–1944 — Позенерґассе;
- 1944–1963 — Познанська;
- 1963–1993 — Новотка, на честь діяча польського робітничого та комуністичного руху, першого секретаря Польської робітничої партії у 1942 році — Марцеля Новотки.

## Історія
Архітектори Фердинанд Касслер та Александер Остен запланували у 1910 році створити на Новому Львові дільницю вілл. Вони створили план міста-саду у вигляді прямокутника з великою круглою площею-сонцем у центрі, від якого розходилися шість вулиць-променів. На них планувалося споруджувати вілли та дво- і триповерхові будинки, оточені садами. До початку першої світової війни встигли спорудити лише кілька будиночків в межах сучасних вулиць Тернопільської (зокрема № 15) та Героїв Крут (№ 6, 6а). До розбудови цієї частини Львова як житлового кварталу повернулись лише у 1930-х роках, коли між вулицями Цешинською (нині — частина вул. Тернопільської) та Святої Софії (нині — Ярославенка) під керівництвом архітектора Тадеуша Врубеля розбудовано дільницю вілл у стилі функціоналізму. Більшість з них споруджено за типовими проектами.

## Забудова
Переважна більшість будинків на вулиці Тернопільській внесені до Реєстру пам'яток архітектури місцевого значення м. Львова.
№ 1а — один з перших (чи не найперший) кооперативних будинків у Львові, збудований житловим кооперативом Львівської спілки художників на початку 1960-х років. Відповідно до специфічних потреб мешканців будинку замість горищ тут були облаштовані творчі майстерні, оскільки горищної площі виявилося замало, майстерні отримали лише обрані митці. В будинку мешкали:
- кв. № 1. — Андрущенко Микола Дмитрович — живописець;[7]
- кв. № 2. — Думич Петро Карлович — художник декоративного скла;[8]
- кв. № 3. — Остафійчук Іван Васильович — графік;[9]
- кв. № 5. — Горбалюк Борис Васильович — майстер художньої кераміки;[10]
- кв. № 6. — Томчук Іван Феліксович — художник декоративно-прикладного мистецтва;[11]
- кв. № 7. — Егреші Терезія Омелянівна — художниця, майстер текстилю;[12]
- кв. № 8. — Старовойт Маргарита Глібівна — графік;[13]
- кв. № 10. — Коропчак Степан Григорович — живописець, графік;[14]
- кв. № 18. — Кристопчук Микола Антонович — живописець;[15]
- кв. № 20. — Самотос Іван Михайлович — скульптор;[16]
- кв. № 21. — Батіг Микола Іванович — графік, мистецтвознавець;[17]
- кв. № 23. — Одрехівський Іван Павлович — різьбяр;[18]
- кв. № 24. — Захарчишин Ярослав Миколайович — художник декоративного мистецтва;[19]
- кв. № 25. — Фащенко Єлизавета Семенівна — художник декоративного мистецтва;[20]
- кв. № 26. — Амбіцький Юрій Іванович — різьбяр;[21]
- кв. № 28. — Островський Володимир Олексійович — живописець;[22]
- кв. № 29. — Катрушенко Іван Гордійович — графік, плакатист;[23]
- кв. № 31. — Черкас Вадим Савич — живописець;[24]
- кв. № 32. — Павловський Мечислав Антонович — майстер художнього скла;[25]
- кв. № 35. — Вінницька Ірина Гнатівна — майстриня художньої вишивки і ткацтва;[26]
- кв. № 37. — Добронравов Михайло Миколайович — живописець, графік;[27]
- кв. № 39. — Караффа-Корбут Софія Петрівна — графік;[28]
- кв. № 40. — Крвавич Дмитро Петрович — скульптор;[29]
- кв. № 41. — Довбошинський Данило Данилович — живописець;[27]
- кв. № 43. — Скобало Іван Михайлович — живописець;[30]
- кв. № 44. — Тарнавський Мар'ян Гнатович — художник декоративного скла;[31]
- кв. № 45. — Качанов Костянтин Силович — живописець, графік;[32]
- кв. № 47. — Усов Валентин Миколайович — скульптор;[33]
- кв. № 48. — Сингаївський Павло Пилипович — живописець.[34]

№ 2а — в цьому будинку за радянських часів містився інформаційно-обчислювальний центр «Укроргсистемотехніка», згодом дільничий пункт міліції. Нині тут міститься КП ЛОР «Львівський обласний навчальний центр підготовки та підвищення кваліфікації робітників та інженерно-технічних працівників і спеціалістів для виконання робіт з підвищеною небезпекою». Також тут діє приватна автошкола «Easy drive».
№ 3 — п'ятиповерховий житловий будинок 1960-х років. У квартирі № 29 до 2013 року мешкав український художник декоративно-ужиткового мистецтва, представник львівської мистецької школи, Заслужений художник України Мінько Олег Терентійович.
№ 6 — за радянських часів в будинку містився студентський гуртожиток № 2 Львівського технікуму залізничного транспорту.
№ 8 — будівля студентського гуртожитку № 2 Львівського торговельно-економічного університету.
№ 8в — одноповерхова прибудова до гуртожитку Львівського торговельно-економічного університету, де за радянських часів працювала їдальня цього вишу, пізніше кафе «Старе село». Нині приміщення їдальні знесено, а на його місці у 2019 році збудований ЖК «LakePark» (забудовник — БІК «СБ-Груп») — житлового 32-квартирного односекційного будинку класу «комфорт» з комерційними приміщеннями. Здача новобудови в експлуатацію відбулася у другому кварталі 2019 року.
№ 9 — будівля бібліотеки-філії № 23 ЦБС для дорослих м. Львова, відділення поштового зв'язку № 34 та магазин «Продукти». У 2017 році в приміщенні першого поверху даного житлового будинку, облаштували нову, вісімнадцяту за ліком, амбулаторію сімейної медицини у Львові, яка обслуговуватиме понад 12 тисяч мешканців Нового Львова.
№ 10 — за радянських часів в будинку містився Обчислювальний центр Міністерства будматеріалів УРСР, нині — єдиний майновий комплекс ДП "Львівський державний науково-дослідний і проектний інститут «ЛьвівбудНДІпроект».
№ 12 — будівля ДНЗ № 169 «Любисток» компенсуючого типу, санаторний, за розрахований на 140 дітей.
№ 13а — біля цього будинку 26 листопада 2016 році відбулося відкриття відновленого спортивного майданчика для міні-футболу.
№ 14 — двоповерхова вілла із підвалом та горищем, споруджена у 1934—1935 роках за типовим проєктом № 3 архітектора Тадеуша Врубеля, який адаптував інженер-архітектор Максиміліан Кочур для Анни та Францішека Жихлінських. Будівля цегляна, тинькована, складається з трьох різновисоких об'ємів, накритих дахами з мінімальним кутом ухилу, покритих бляхою, що створювало ілюзію застосування плоских покрівель. Будинок внесений до Реєстру пам'яток архітектури місцевого значення під охоронним № 2820-м. В квартирі № 3 цього будинку мешкав український графік Черкасов Володимир Ілліч.
№ 14а — житловий чотириповерховий будинок класу «Люкс», зданий в експлуатацію 2006 року. Будівельні роботи виконало ДП «Інтегралбуд» у 2005—2006 роках.
№ 15 — вілла побудови початку XX століття, з часів, коли архітектори Фердинанд Касслер та Александер Остен на місці цегельного заводу задумали створити квартал міста-саду з двох- та триповерхових будинків, оточених садами. На фасаді вілли зберіглося скульптурне зображення герба — варіант родинного гербу Андрейовських. По війні у колишній віллі розмістили спершу військкомат, згодом ЖЕК «Новий Львів», котрий після реформування ЖЕКів у 2010-х роках став частиною ЛКП «Житловик-С». В будівлі залишилося одне єдине житлове приміщення — квартира № 5. 27 квітня 2017 року ЛМР приймає Ухвалу № 1897 «Про надання в оренду ЛКП „Житловик-С“ нежитлових приміщень на вул. Тернопільській, 15», а 2018 року у квартири № 5 з'явився новий власник. Будинок внесений до Реєстру пам'яток архітектури місцевого значення під охоронним № 2821-м.
У 2010-х роках вулиця Тернопільська була однією з ділянок міста, де проводиться забудова. На місці саду, що належав колишнім власникам вілли на вул. Тернопільській, 15, будівельною компанією «Інтеграл-Буд» у 2011 році збудований 80-квартирний житловий будинок (Тернопільська, 15б), поряд раніше збудований триповерховий житловий будинок (вул. Тернопільська, 15а).
№ 16 — вілла початку XX століття. Будинок внесений до Реєстру пам'яток архітектури місцевого значення під охоронним № 2822-м.
№ 18 — вілла початку XX століття.  Будинок внесений до Реєстру пам'яток архітектури місцевого значення під охоронним № 2823-м.
№ 19 — вілла початку XX століття. Нині тут міститься державна установа «Львівський обласний лабораторний центр Міністерства охорони здоров'я України». Будинок внесений до Реєстру пам'яток архітектури місцевого значення під охоронним № 2824-м.
№ 20 — вілла початку XX століття. Будинок внесений до Реєстру пам'яток архітектури місцевого значення під охоронним № 2825-м.
№ 21а, 21б, 21в, 21г, 21д, 21е, 21є, 21к — житловий комплекс з восьми десятиповерхових будинків економ класу та гостьовим і підземним паркінгами на 200 паркомісць, зведений будівельною компанією «Новий Львів» у 2016—2020 роках. На першому поверсі будинку № 21д міститься приміщення медичного центру «Нікомед».
Між будинками № 22 та № 24, у 1933 році, за проєктом архітектора Вітольда Мінкевича була споруджена водонапірна вежа. Спорудженню передували кілька ескізних проєктів. Через значне падіння цін на цеглу обрано варіант із нетинькованими фасадами з червоної цегли. Застосовано залізобетонні елементи. Зовні вежі мають форму дванадцятигранників із пілонами на кутах. Обладнані оглядовими майданчиками. Статичні обчислення провів відомий львівський інженер Адам Курило. При будівництві вежі передбачено відвідування її публікою з метою огляду околиць — всередині влаштовані зручні залізні сходи, на верхній платформі зроблена балюстрада. До 2014 року вежа використовувалася, як офісний центр. Нині на оглядовому майданчику водонапірної вежі знаходиться GSM-обладнання оператора мобільного зв'язку Vodafone Україна.
№ 24 — вілла початку XX століття. Будинок внесений до Реєстру пам'яток архітектури місцевого значення під охоронним № 1672-м.
№ 24а — виставкові зали офісних меблів фірми «Сігма» та меблів для дому компанії «Вишукані меблі».
№ 26 — вілла початку XX століття. Будинок внесений до Реєстру пам'яток архітектури місцевого значення під охоронним № 2826-м.
№ 28 — вілла початку XX століття. Будинок внесений до Реєстру пам'яток архітектури місцевого значення під охоронним № 2827-м.
№ 32 — вілла початку XX століття. Будинок внесений до Реєстру пам'яток архітектури місцевого значення під охоронним № 2828-м. На першому поверсі цього двоповерхового будинку у 1988—2003 роках мешкав викладач філософії Українського католицького університету, доцент кафедри історії й історії культури філософського факультету Львівського національного університету імені Івана Франка Станіслав Шендрик, який 3 жовтня 2003 року вчинив акт самоспалення на знак протесту проти незаконного продажу на аукціоні земельної ділянки з садом, за цією адресою, якою тривалий час користувалася його родина.
№ 34 — вілла початку XX століття. Будинок внесений до Реєстру пам'яток архітектури місцевого значення під охоронним № 2829-м.
№ 36 — колишній гуртожиток ВО «Полярон».
№ 38 — радянських часів тут містилося видавництво газети «Слава Родины», нині — Державне підприємство «Видавничо-поліграфічне підприємство Міністерства оборони України „Армія України“». Також у цій будівлі також міститься сервісний центр з ремонту побутової техніки «Еко-Сервіс Лева».
На вул. Тернопільській, 42, станом на лютий 2019 року триває будівництво ЖК «Персенківка», а на Тернопільській, 21 — також будується сучасний житловий комплекс.

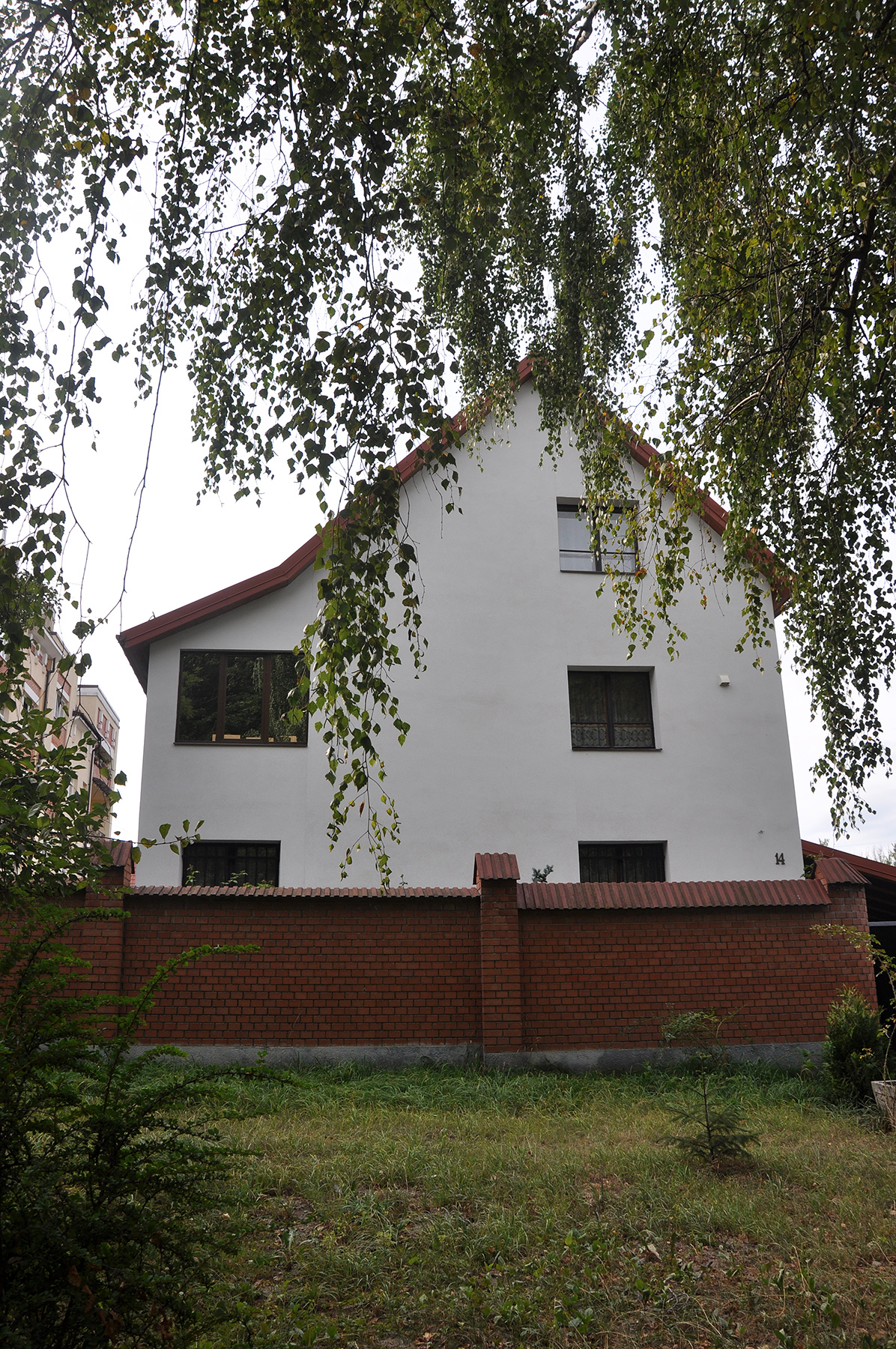
Вілла Жихлінських (1930-ті роки, вул. Тернопільська, 14)
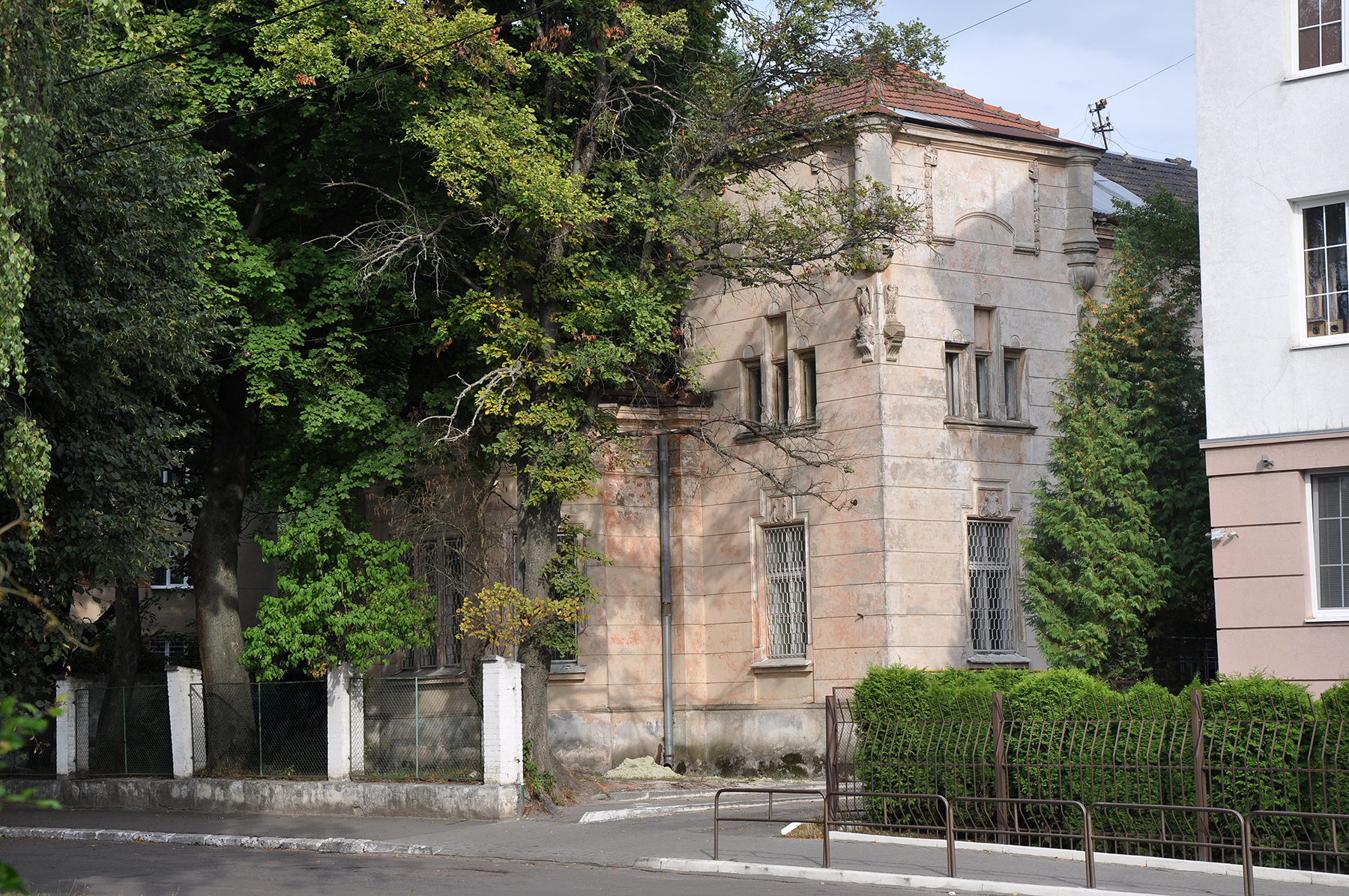
Вілла Андрейовських (початок XX століття, вул. Тернопільська, 15)
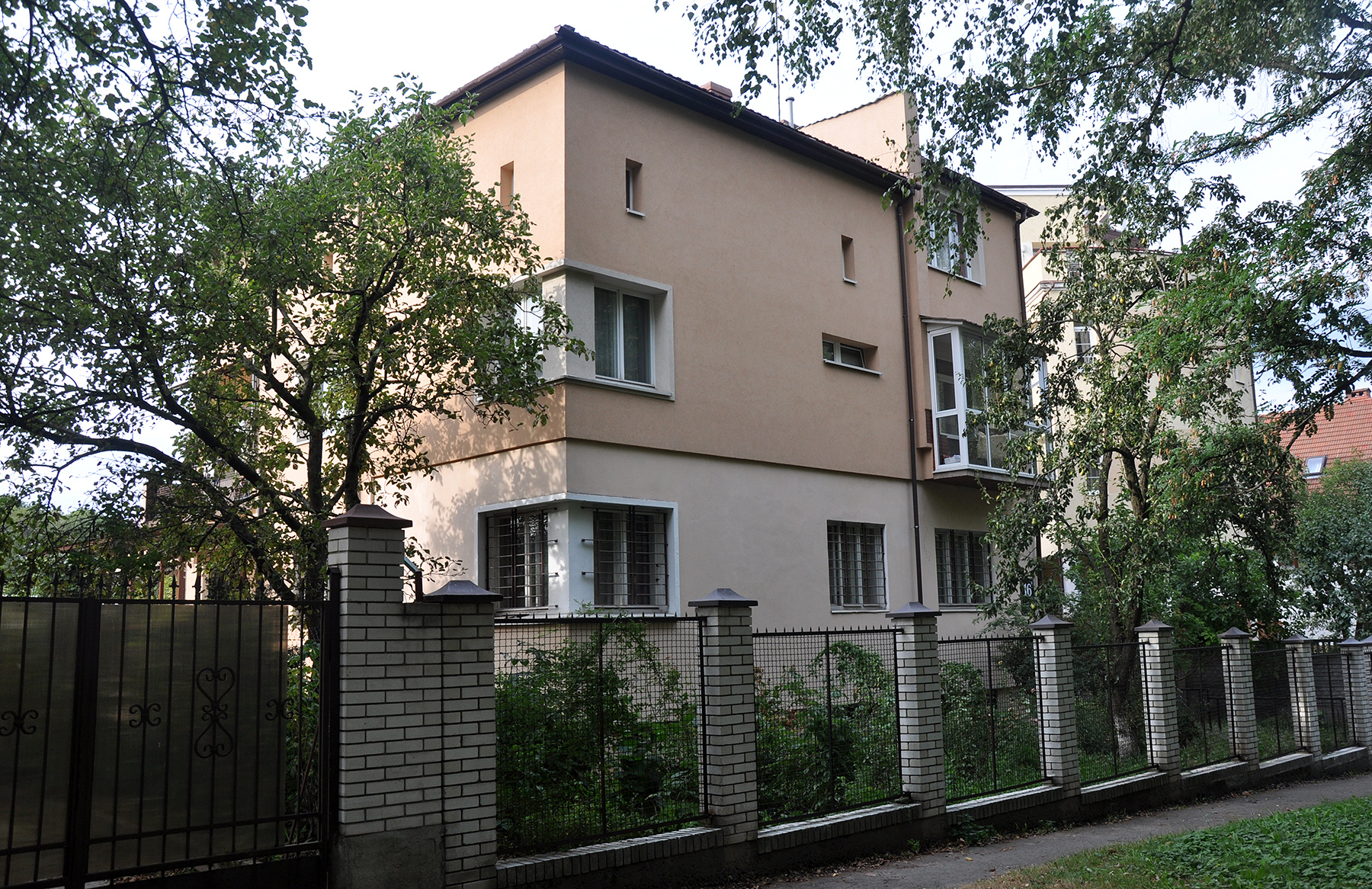
Вілла (початок XX століття, вул. Тернопільська, 16)
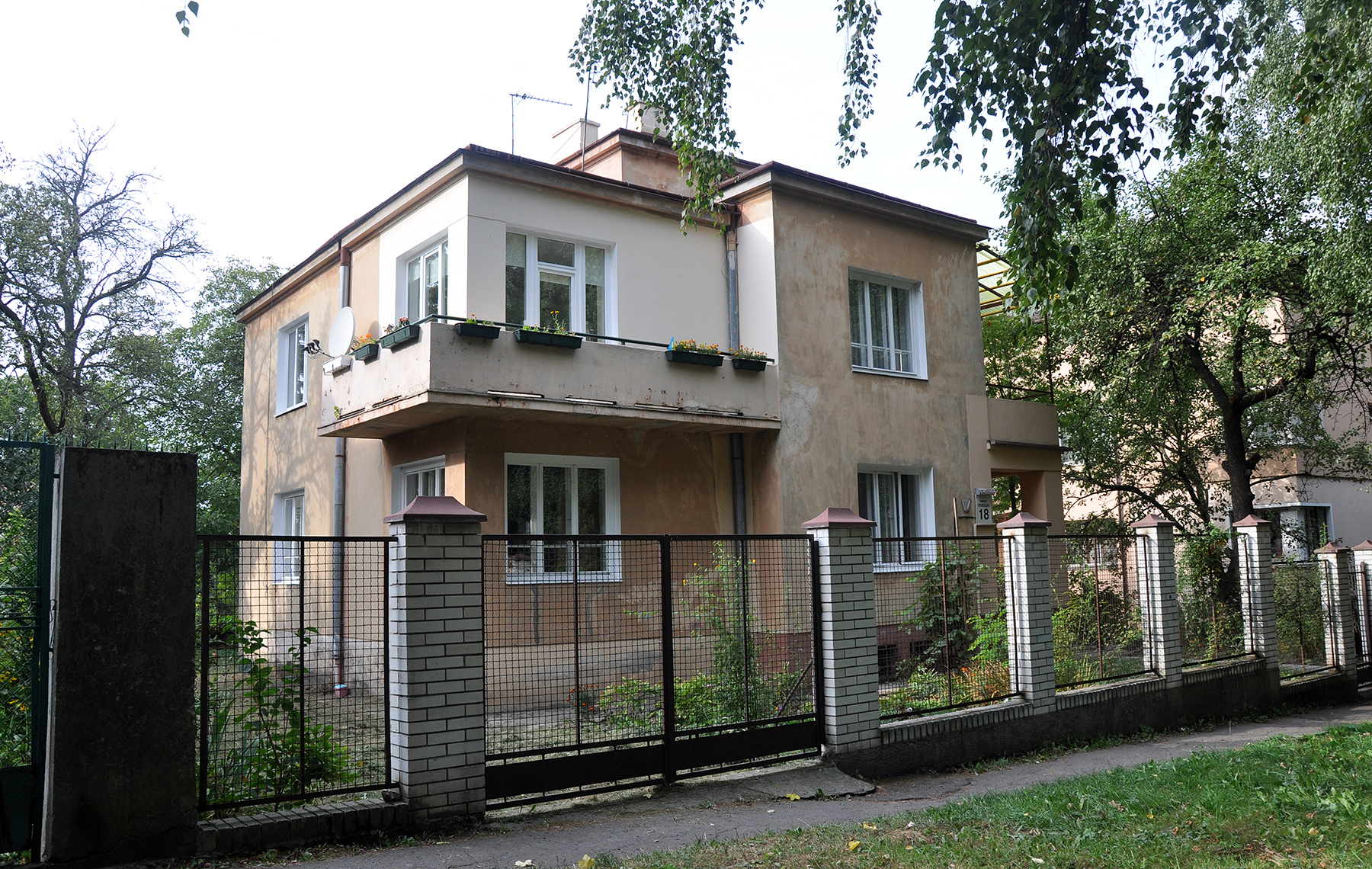
Вілла (початок XX століття, вул. Тернопільська, 18)
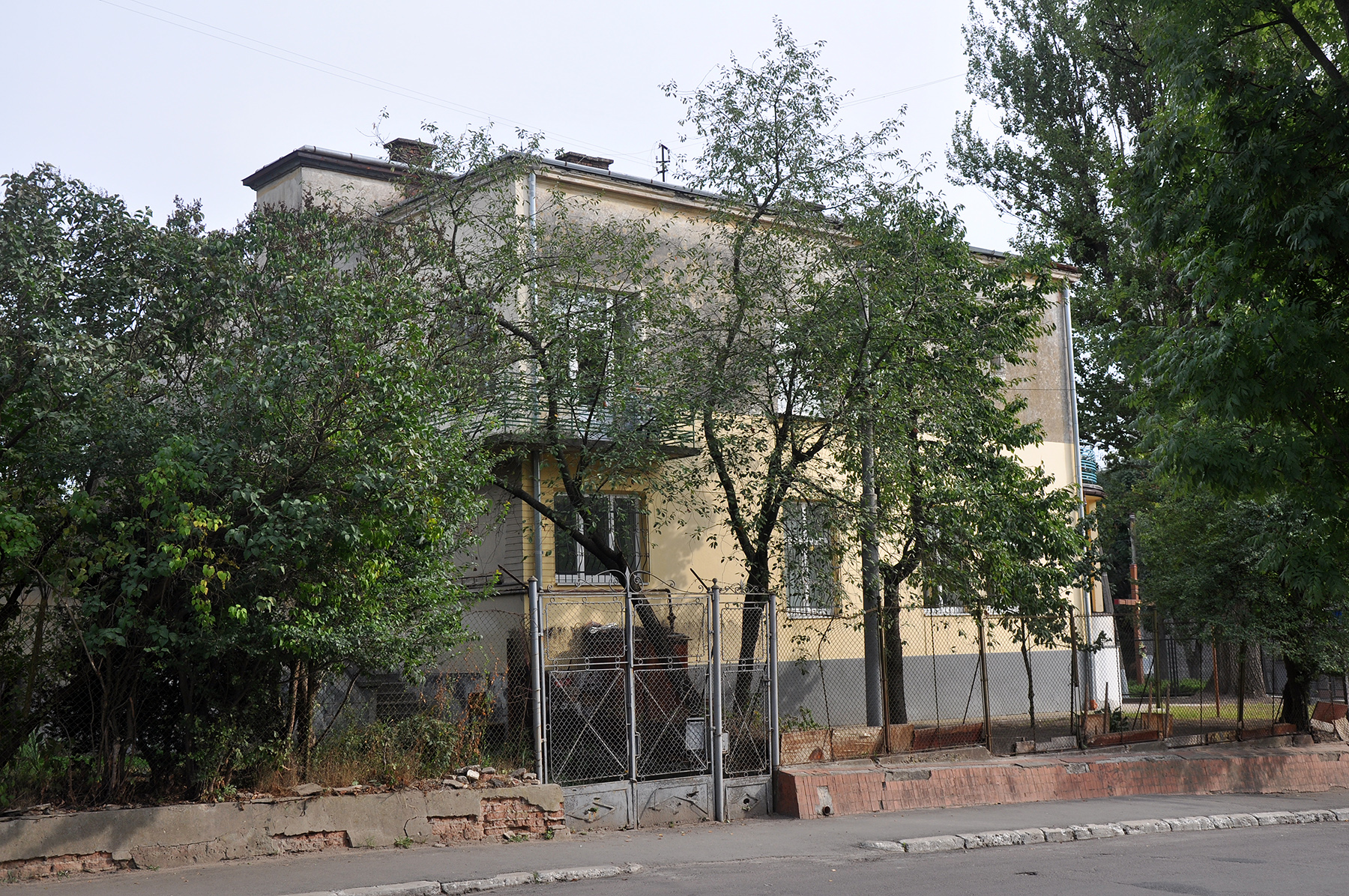
Вілла (початок XX століття, вул. Тернопільська, 19)
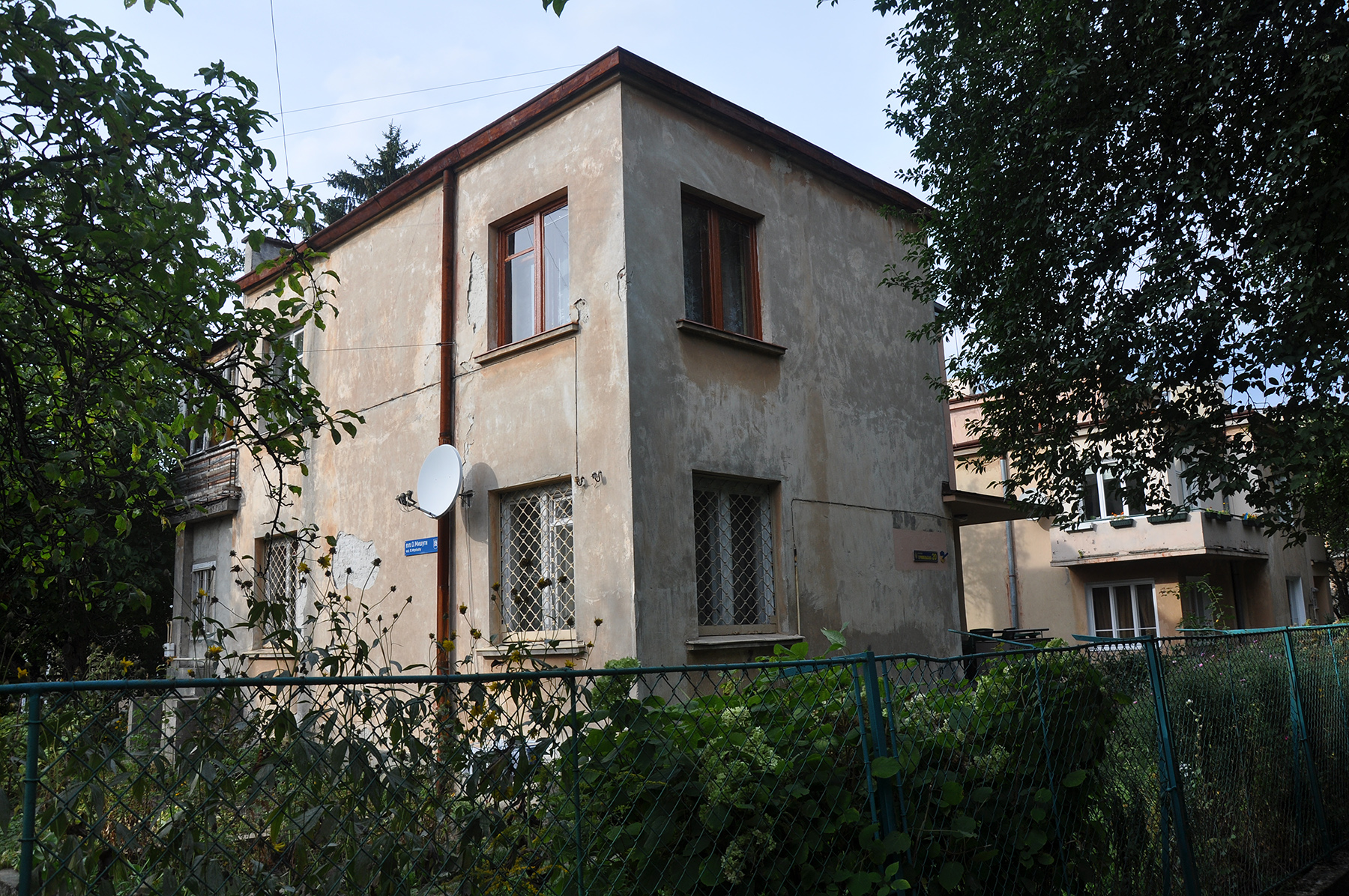
Вілла (початок XX століття, вул. Тернопільська, 20)
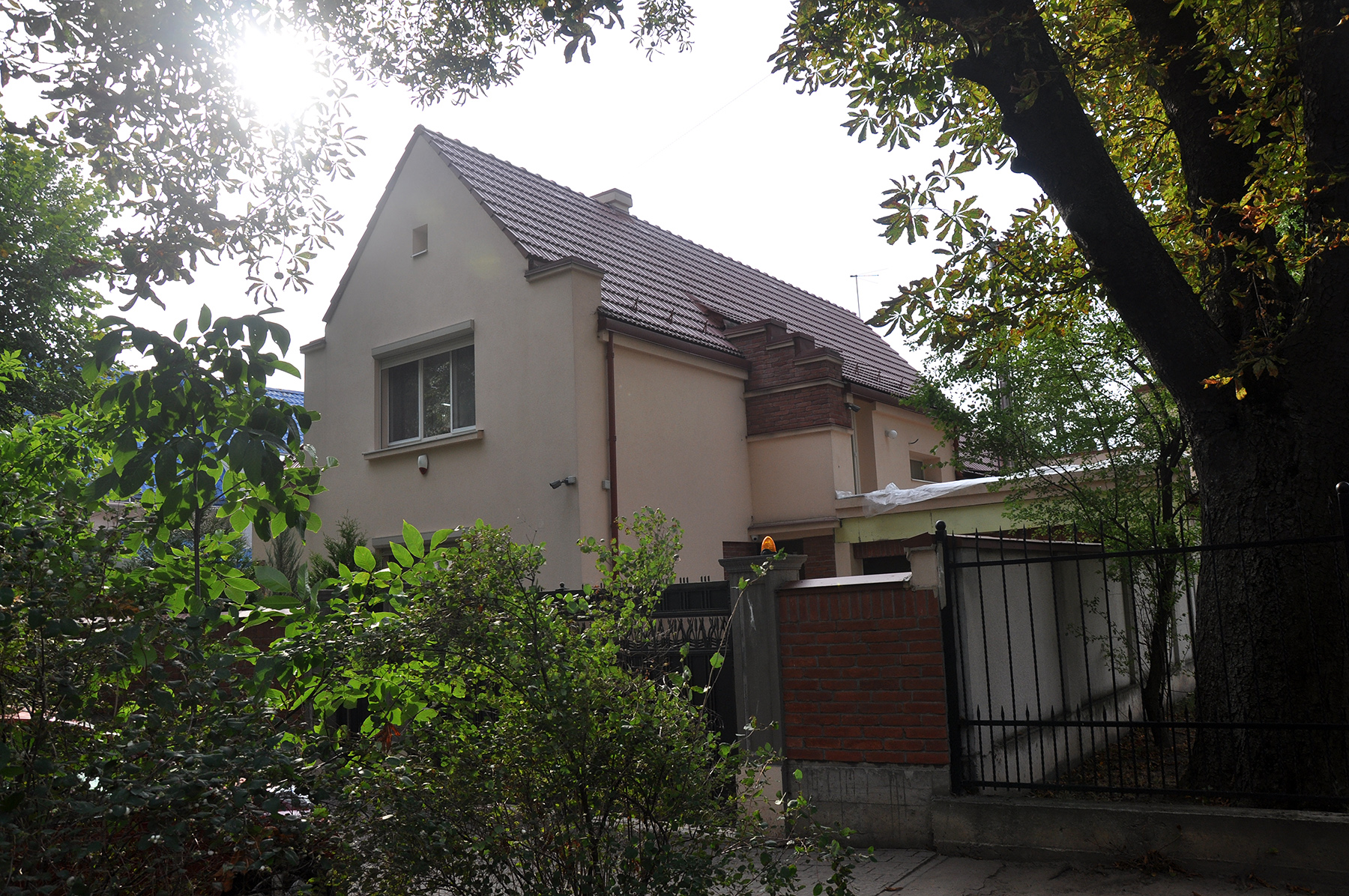
Вілла (початок XX століття, вул. Тернопільська, 24)
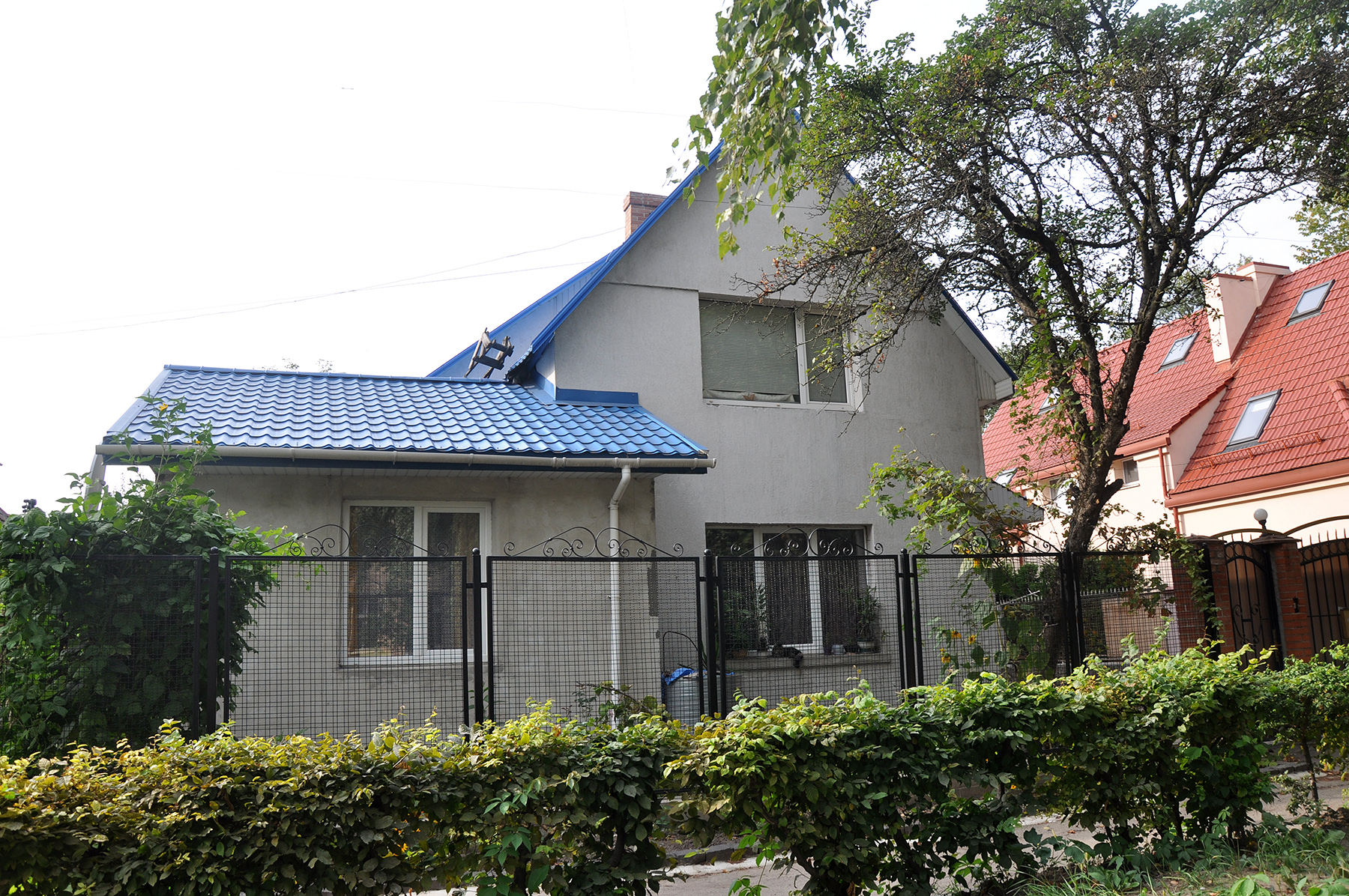
Вілла (початок XX століття, вул. Тернопільська, 26)
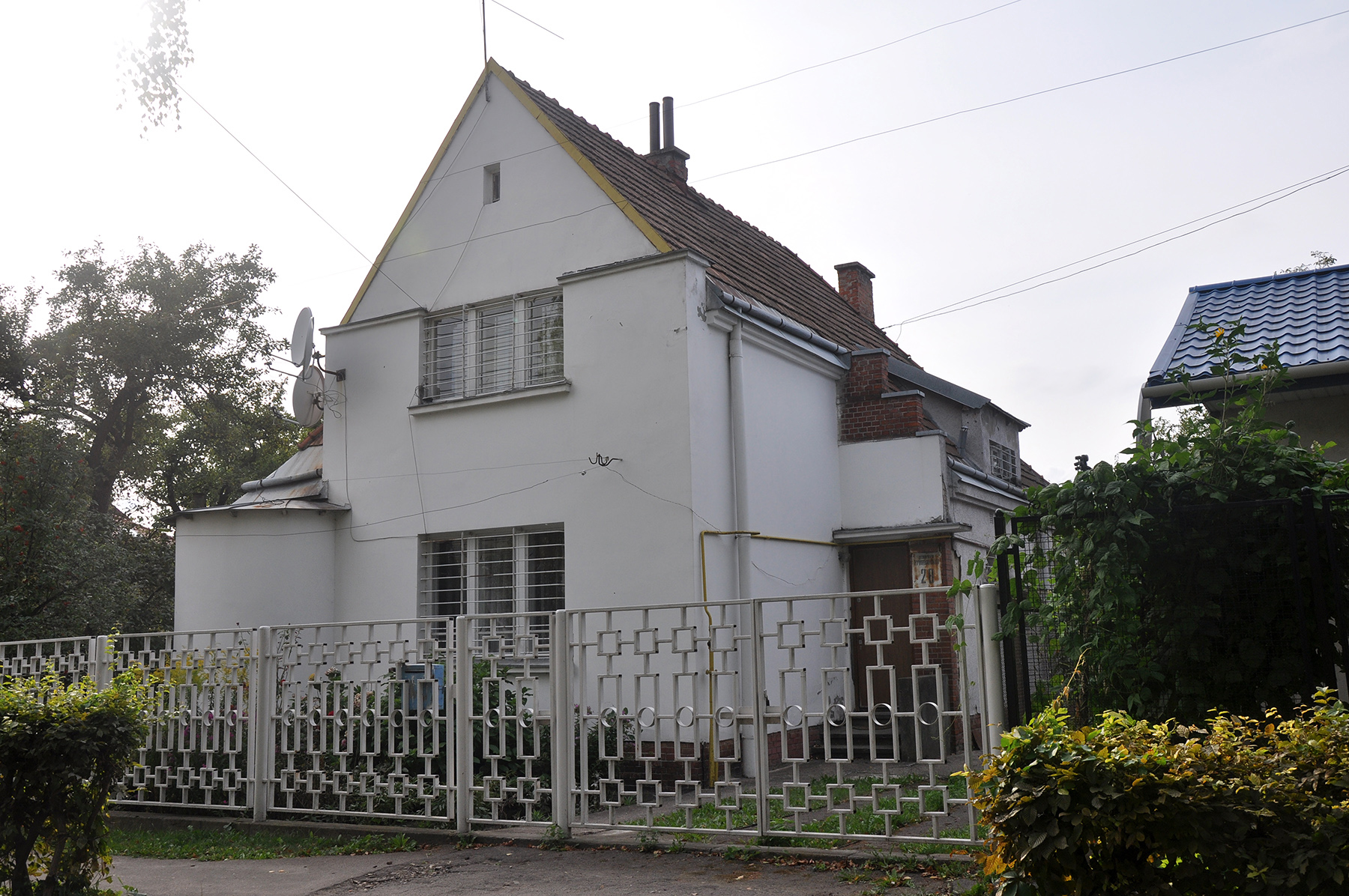
Вілла (початок XX століття, вул. Тернопільська, 28)
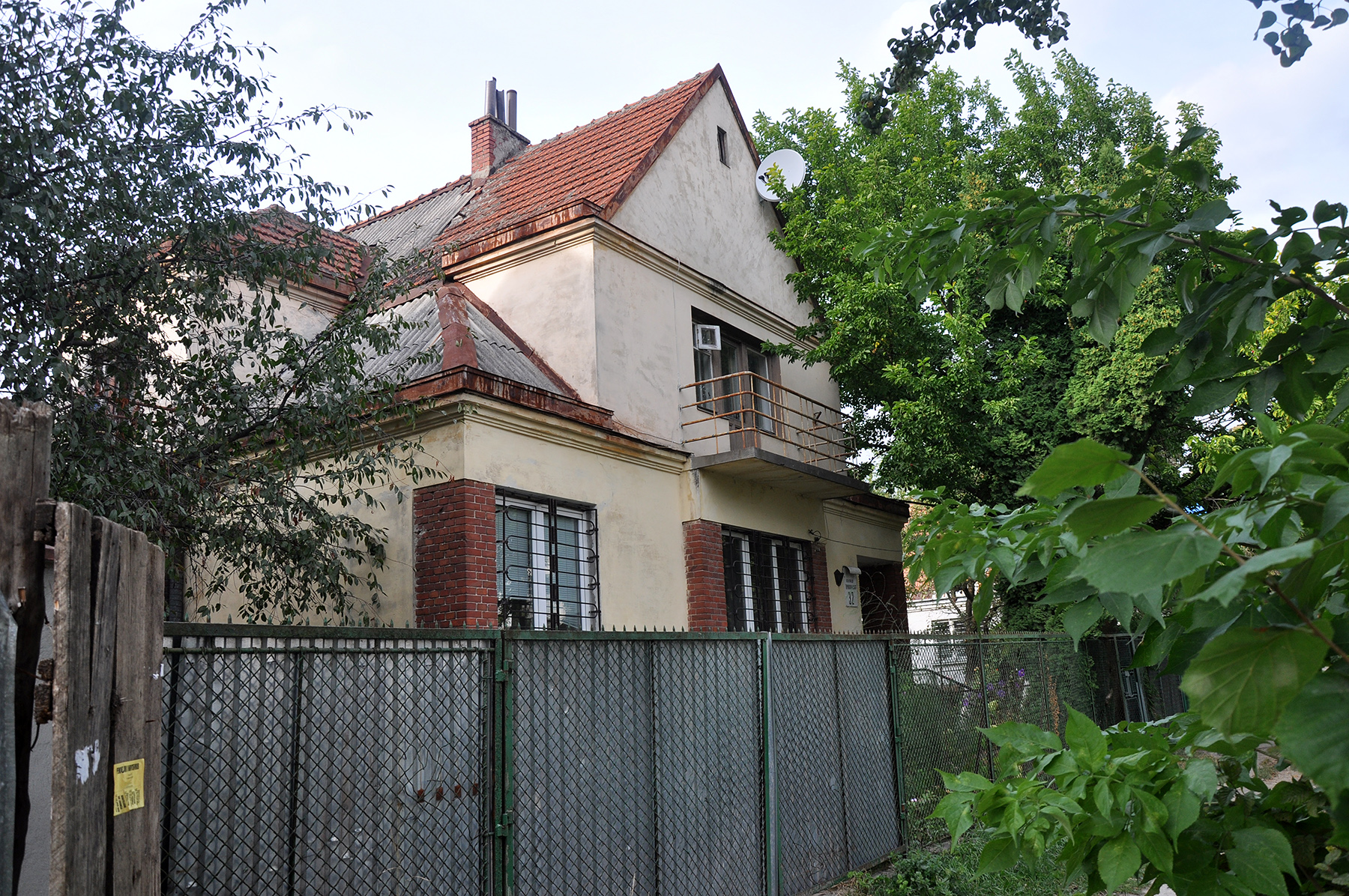
Вілла (початок XX століття, вул. Тернопільська, 32)
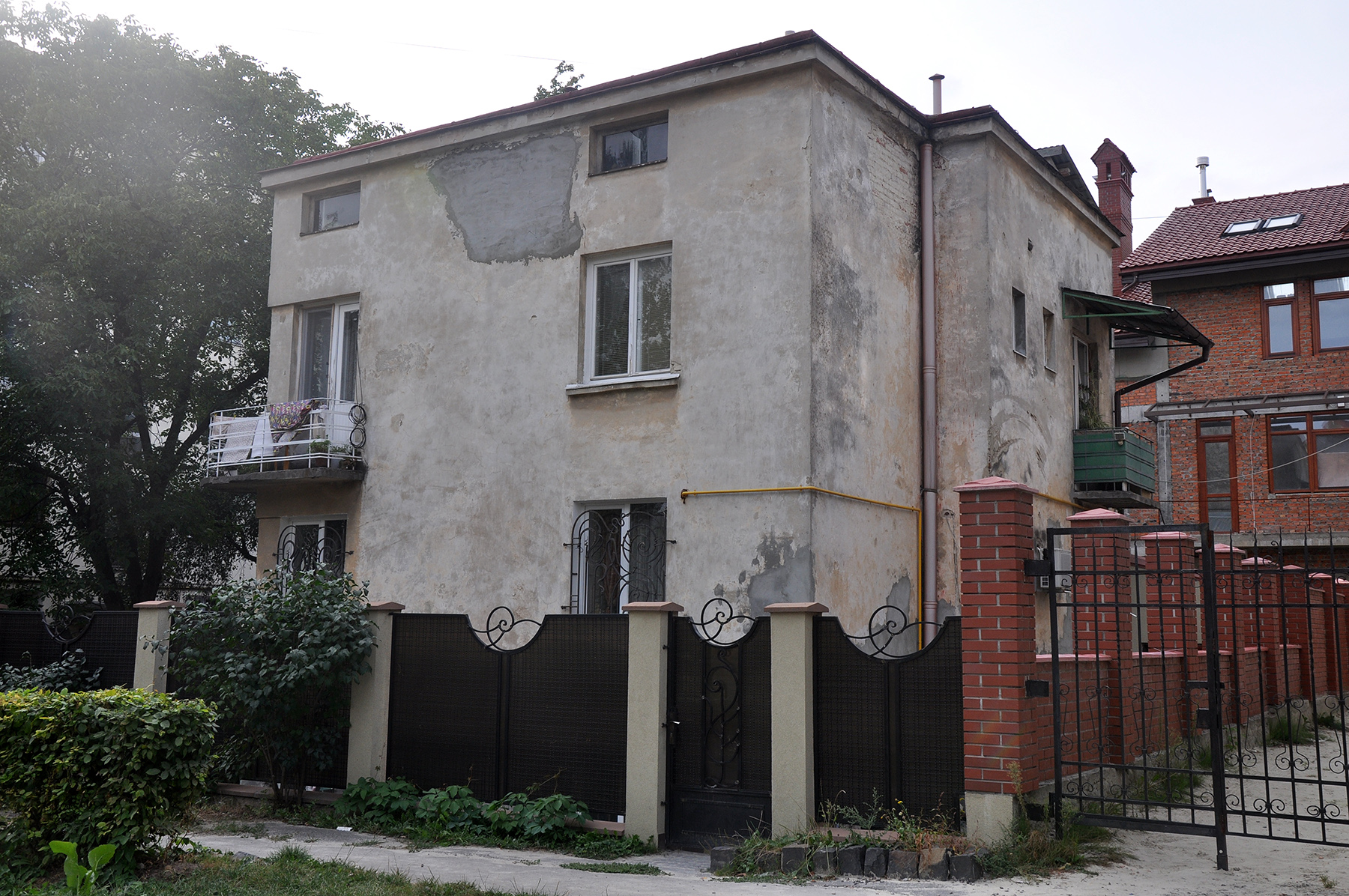
Вілла (початок XX століття, вул. Тернопільська, 34)

## Парки, водойми
Дотепер біля будинку № 1 по вул. Тернопільській існує невеликий ставок, неодноразово увічнений на полотнах львівських митців.
Парк «Залізна Вода» — його територія ще з 1830-х років використовувалася львів'янами для відпочинку, однак сам парк було закладено у 1905 році, він розташований між вулицями Стуса, Мишуги, Тернопільською та Ярославенка.